# 참종개
참종개는 잉어목 미꾸리과의 민물고기이다. 흐르는 물의 자갈바닥에서 살면서 물풀이나 작은 곤충을 잡아먹는다. 형태는 왕종개와 비슷하며 기름종개와는 달리 가슴지느러미가 뾰족하다.